# اريك رايت (كاتب)
اريك رايت هو كاتب كندي، ولد في 4 مايو 1929 في جنوب لندن في المملكة المتحدة، وتوفي في 9 أكتوبر 2015 في أونتاريو في كندا بسبب سرطان الكلية.